# Carlos Romero Barceló
Carlos Romero Barceló   (San Juan, 4 de setembre de 1932 - San Juan, 2 de maig de 2021) fou un polític porto-riqueny, cinquè Governador de l'Estat Lliure Associat de Puerto Rico, el segon elegit del Partit Nou Progressista (PNP) i també Comissionat Resident de Puerto Rico de 1993 a 2001.
Romero Barceló era el net d'Antonio R. Barceló, un dirigent del Partit Unió i defensor de la independència de Puerto Rico durant el segle xx.

## Biografia
Carlos Romero Barceló va anar a l'Acadèmia Phillips Exeter de l'estat de Nou Hampshire, on es va graduar el 1949. Més tard va anar a la Universitat Yale, on es graduà en Economia i Ciència Política el 1953. El mateix any, als 21 anys, va retornar a Puerto Rico i es va matricular a l'Escola de Dret de la Universitat de Puerto Rico. Va esdevenir advocat dins 1956. L'any 1977, va rebre un doctorat Honoris causa de la Universitat de Bridgeport a Connecticut. Es va casar amb Kate Donnelly el 2 de gener de 1966 i té quatre fills. Va morir el 2 de maig de 2021, als 88 anys.

## Carrera política
Va lluitar perquè Puerto Rico esdevingués un estat dels Estats Units d'Amèrica. Es va implicar amb el Partido Estadista Republicano, el precursor del Partit Nou Progressista, el qual al temps va ser dirigit per Miguel Angel Garcia Mendez. Va formar part de Ciudadanos pro Estado 51 el 1965. Més tard es va implicar amb el grup polític Estadistas Unidos fundat per Luis Ferré Aguayo.

### Batlle de San Juan
El 1967, fou un dels fundadors del Partit Nou Progressista (PNP). El 1968, va ser elegit Alcalde de San Juan, Puerto Rico, succeint a Felisa Rincón de Gautier. El 1973, fou vicepresident de la Lliga Nacional de Ciutats i el 1974 n'esdevingué president. Va servir com a batlle fins que el 1976 va ser elegit Governador de Puerto Rico quan va derrotar el Governador titular Rafael Hernández Colón.

### Governador de Puerto Rico
El 1980 va ser elegit per a un segon mandat com a governador amb un marge de 3.037 vots sobre el candidat del PPD Rafael Hernández Colón. Les eleccions per a governador de 1980 estaven entre les més renyides de la història de Puerto Rico, el que va requerir la intervenció del Tribunal Suprem de Puerto Rico per descartar si s'havien comptat de forma incorrecta les paperetes. En particular, l'Associació d'Estudiants per a l'Estat de Puerto Rico liderada per Luis Fortuño va generar més de 1.500 vots en absència de Romero Barceló que van contribuir a la seva reelecció. No obstant això, el Partit Nou Progressista va perdre el control de la legislatura, i els alcaldes de partits afiliats van guanyar a 28 dels 78 municipis.
El 1978 va ser relacionat amb el cas del Cerro Maravilla, on dos joves activistes independentistes van morir a mans de membres renegats de la Policia de Puerto Rico. El tràgic incident va ser investigat en diverses ocasions pel Departament de Justícia de Puerto Rico i el dels Estats Units, així com per l'FBI; i va ser àmpliament difós per la premsa local. Finalment, deu oficials van ser acusats i declarats culpables de perjuri, destrucció de proves i obstrucció a la justícia, dels quals quatre van ser declarats culpables d'assassinat en segon grau el 1984.
En el seu segon mandat Puerto Rico va ser greument colpejat per una severa recessió des de 1980 fins a 1983, l'atur va augmentar dràsticament a 25% el 1983, el més alt des de la Gran Depressió. El seu segon mandat és molt similar al de l'administració d'Aníbal Acevedo Vilá en què el legislador estava controlada per l'oposició. Va buscar la reelecció per un tercer mandat el 1984, però va ser derrotat per Rafael Hernández Colón.

### Senador i Comissionat Resident

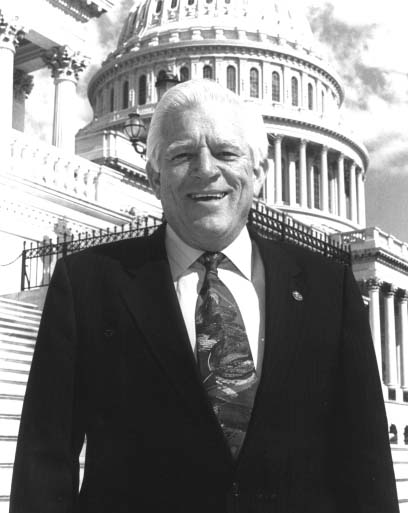
Carlos Romero Barcelo a Washington DC

El 1986 Carlos Romero Barceló va ser triat pel seu partit per la vacant al Senat de Puerto Rico, càrrec per al qual no es va presentar a l'elecció el 1988. LLavors va tornar a exercir com a advocat privat fins que va ser reeligit al Congrés el 1992 com a Comissionat Resident de Puerto Rico.
A les eleccions de 1992, Romero va ser elegit Comissionat Resident de Puerto Rico i traslladat a Washington DC. Va ser reelegit a les eleccions de 1996.
Durant el seu mandat com Comissionat Resident va fer campanya per integrar Puerto Rico com estat dels Estats Units i va aprovar el Projecte Jove, que pretenia convocar un referèndum per resoldre l'estatus polític de Puerto Rico. El 2000, va buscar un tercer mandat, però va ser derrotat per Aníbal Acevedo Vilá (PPD). Un cop més va aspirar al lloc de Comissionat Resident el 2003, però va ser derrotat per Luis Fortuño.